# Savonburg
La ville de Savonburg est située dans le comté d’Allen, dans l’État du Kansas, aux États-Unis. Sa population s’élevait à 109 habitants lors du recensement de 2010, estimée à 102 habitants en 2017.

## Histoire
Savonburg a été fondée en 1879. L’origine de son nom est obscure. Elle a été incorporée en tant que city en 1902.

## Démographie
| Groupe            | Savonburg | Kansas | États-Unis |
| ----------------- | --------- | ------ | ---------- |
| Blancs            | 89,9      | 83,8   | 72,4       |
| Métis             | 5,5       | 3,0    | 2,9        |
| Autres            | 0,0       | 12,2   | 23,8       |
| Amérindiens       | 1,4       | 1,0    | 0,9        |
| Total             | 100       | 100    | 100        |
|                   |           |        |            |
| Latino-Américains | 5,5       | 10,5   | 16,7       |

Selon l'American Community Survey, pour la période 2011-2015, 100 % de la population âgée de plus de 5 ans déclare parler l'anglais à la maison.

## Source
- (en) Cet article est partiellement ou en totalité issu de l’article de Wikipédia en anglais intitulé « Savonburg, Kansas » (voir la liste des auteurs).

1. ↑  (en) « Savonburg », Allen County (consulté le 18 mai 2014).
2. ↑  (en) Nancy Capace, Encyclopedia of Kansas, North American Book Dist LLC, 1er juin 2000 (ISBN 978-0-403-09312-0, lire en ligne), p. 264.
3. ↑  (en) Blackmar, Frank Wilson, Kansas: A Cyclopedia of State History, Volume 2, Standard Publishing Company, 1912, 652 p. (lire en ligne).
4. ↑  (en) « Savonburg, KA Population - Census 2010 and 2000 », sur censusviewer.com.
5. ↑  (en) « Population of Kansas - Census 2010 and 2000 », sur censusviewer.com.
6. ↑  (en) « American FactFinder - Results », sur factfinder.census.gov.